# Anapait
Anapait (auch Tamanit) ist ein selten vorkommendes Mineral aus der Mineralklasse der wasserhaltigen Phosphate ohne fremde Anionen. Es kristallisiert im triklinen Kristallsystem mit der chemischen Zusammensetzung Ca2Fe2+[PO4]2 • 4 H2O und entwickelt entweder tafelige Kristalle oder kugelige, rosettenförmige und körnige Aggregate von hell- bis dunkelgrüner Farbe.

## Etymologie und Geschichte
Anapait wurde erstmals 1902 in einer Eisenerzgrube bei Anapa im Süden Russlands gefunden und von Arthur Sachs untersucht. Er benannte es nach seinem Fundort Anapait. 1903 wurde von S. P. Popoff ein ähnliches Mineral beschrieben, dass er Tamanit nannte. Es stellte sich jedoch heraus, dass es sich bei Anapait und Tamanit um identische Minerale handelt. Der zuerst verwendete Name Anapait wurde beibehalten.
Da der Anapait bereits lange vor der Gründung der International Mineralogical Association (IMA) bekannt und als eigenständige Mineralart anerkannt war, wurde dies von ihrer Commission on New Minerals, Nomenclature and Classification (CNMNC) übernommen. Sie bezeichnet den Anapait daher als sogenanntes „grandfathered“ Mineral und führt es in der „Liste der Minerale und Mineralnamen“ mit dem Kürzel ‚G‘ und dem Jahr seiner Erstbeschreibung.
Die seit 2021 ebenfalls von der IMA/CNMNC anerkannte Kurzbezeichnung (auch Mineral-Symbol) von Anapait lautet „Anp“.

## Klassifikation
In der veralteten 8. Auflage der Mineralsystematik nach Strunz gehörte der Anapait zur Mineralklasse der „Phosphate, Arsenate und Vanadate“ und dort zur Abteilung „Wasserhaltige Phosphate, Arsenate und Vanadate ohne fremde Anionen“, wo er zusammen mit Ludlamit die „Ludlamit-Anapait-Gruppe“ mit der Systemnummer VII/C.07 und dem weiteren Mitglied Switzerit sowie den im Anhang stehenden Lindackerit und dem bisher als fragliches Mineral geltenden Trichalcit bildete.
Im zuletzt 2018 überarbeiteten und aktualisierten Lapis-Mineralienverzeichnis nach Stefan Weiß, das sich im Aufbau noch nach dieser alten Form der Systematik von Karl Hugo Strunz richtet, erhielt das Mineral die System- und Mineral-Nr. VII/C.19-010. In der „Lapis-Systematik“ entspricht dies ebenfalls der Abteilung „Wasserhaltige Phosphate, ohne fremde Anionen“, wo Anapait als einziges Mitglied eine unbenannte Gruppe mit der Systemnummer VII/C.19 bildet.
Auch die von der International Mineralogical Association (IMA) zuletzt 2009 aktualisierte 9. Auflage der Strunz’schen Mineralsystematik ordnet den Anapait in die Abteilung der „Phosphate usw. ohne zusätzliche Anionen; mit H2O“ ein. Diese ist allerdings weiter unterteilt nach der relativen Größe der beteiligten Kationen und dem Stoffmengenverhältnis des Phosphat-, Arsenat- bzw. Vanadatkomplexes (RO4) zum enthaltenen Kristallwasser, so dass das Mineral entsprechend seiner Zusammensetzung in der Unterabteilung „Mit großen und mittelgroßen Kationen; RO4 : H2O < 1 : 1“ zu finden ist, wo es ebenfalls als einziges Mitglied eine unbenannte Gruppe mit der Systemnummer 8.CH.10 bildet.
In der vorwiegend im englischen Sprachraum gebräuchlichen Systematik der Minerale nach Dana hat MineralName die System- und Mineralnummer 40.02.01.01. Dies entspricht ebenfalls der Klasse der „Phosphate, Arsenate und Vanadate“ und dort der Abteilung „Wasserhaltige Phosphate etc.“, wo das Mineral als einziges Mitglied in der unbenannten Gruppe mit der Systemnummer 40.02.01 innerhalb der Unterabteilung „Wasserhaltige Phosphate etc., mit A2+(B2+)2(XO4) × x(H2O)“ zu finden ist.

## Kristallstruktur
Anapait kristallisiert in einer trikinen Kristallstruktur mit der Raumgruppe P1 (Raumgruppen-Nr. 2) mit den Gitterkonstanten a = 6,447 Ångström, b = 6,816 Å, c = 5,898 Å, α = 101,64°, β = 104,24° und γ = 70,76° sowie einer Formeleinheit pro Elementarzelle.

## Bildung und Fundorte

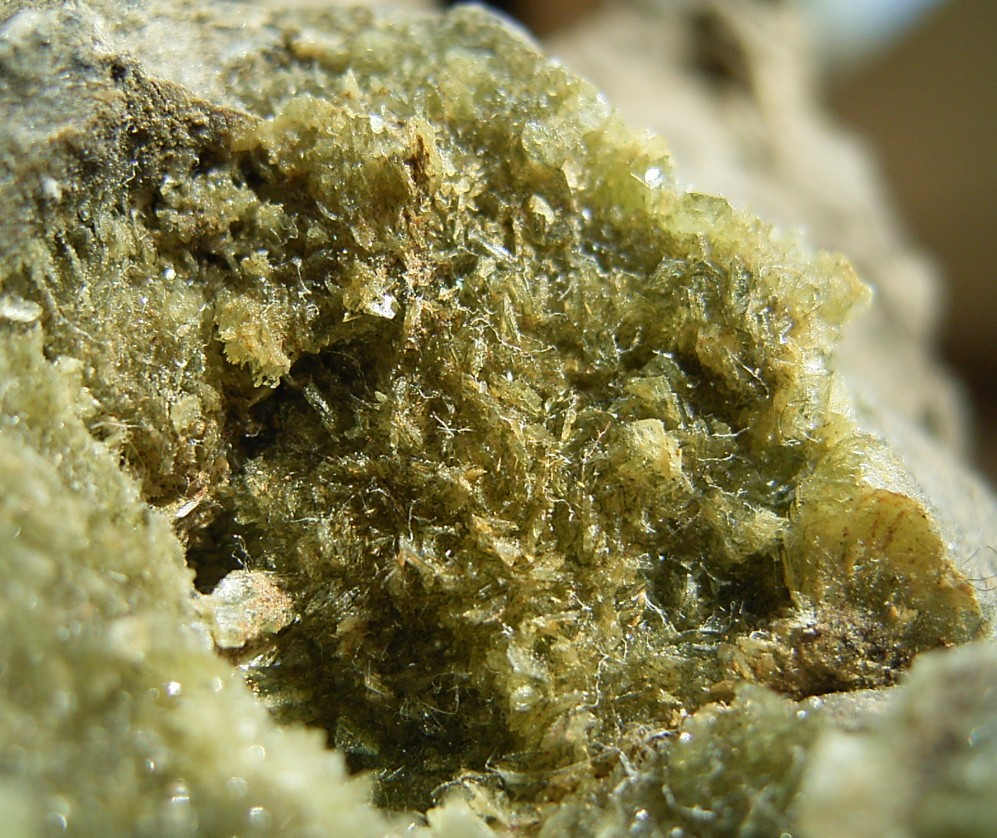
Körniges Anapait-Aggregat aus Lérida, Katalonien, Spanien

Anapait ist ein sogenanntes Sekundärmineral. Es bildet sich vorwiegend in der Oxidationszone oolithischer Eisenerze zusammen mit Siderit und Limonit, in den Stämmen fossiler Bäume oder in lakustrischen Sedimenten.
Als seltene Mineralbildung konnte Anapait nur an wenigen Orten nachgewiesen werden, wobei weltweit bisher rund 20 Fundorte dokumentiert sind (Stand: 2024). Zu diesen zählen neben der Typlokalität Anapa in Russland unter anderem Messel, Ehrenfriedersdorf und Sondheim in Deutschland, San Giovanni Valdarno und Cavriglia in Italien, der Malawisee, Cromwell in Neuseeland, Lleida in Spanien, Halbinsel Krim in der Ukraine sowie Corcoran, Lyon County und Groton/New Hampshire in den USA.